# Ernst Willi Messerschmid
Ernst Willi Messerschmid (Reutlingen, 1945. május 21.–) német fizikus, űrhajós.

## Életpálya
1972-ben a Tübingeni Egyetemen fizikából diplomázott. 1970-1975 között a genfi Európai Nukleáris Kutatási Szervezet (CERN) kutatója. 1975-1976 között a Freiburgi Egyetem és a Brookhaven National Laboratory (New York) doktorandusza. 1976-ban Freiburgban fizikából doktorált. Az University of Stuttgart kutatóprofesszora. 1977-ben Hamburgban dolgozik (DESY). 1978-1982 között az Institute of Communications Technology Oberpfaffenhofen keretében a világűrbe telepítendő kutatóeszköz fejlesztésén dolgozott.
53 európai jelöltből választotta az Európai Űrügynökség (ESA) űrprogramjának végrehajtására, ellenőrzésére. Hatan 1982. december 19-től a Lyndon B. Johnson Űrközpontban részesültek űrhajóskiképzésben. 1983-ban kiválasztották kutatásfelelős űrhajósnak. Egy űrszolgálata alatt összesen 7 napot, 0 órát és 44 percet (169 óra) töltött a világűrben. Űrhajós pályafutását 1985. november 6-án fejezte be. 1999-2004 között az ESA központjának (Köln) vezetője. A Stuttgarti Egyetem kutatóprofesszora (űrrepülés és űrállomások).

## Űrrepülések
STS–61–A, a Columbia űrrepülőgép 2. repülésének rakományfelelős. Németország támogatta a repülési programot, a Spacelab  mikrogravitációs laboratóriumban a legénység 12 órás váltásokban 75 tudományos kísérletet hajtott végre. Egy űrszolgálata alatt összesen 7 napot, 0 órát és 44 percet (169 óra) töltött a világűrben. 4 680 000 kilométert (2 909 352 mérföldet) repült, 112 alkalommal kerülte meg a Földet.